# Symbole de dessin ou modèle enregistré
Le symbole de dessin ou modèle enregistré est un symbole, ayant la forme d’un D dans un cercle, qui annonce que le dessin ou modèle avec lequel il est présenté est enregistré pour indiqué qu’un dessin ou modèle est une propriété intellectuelle. Selon la juridiction, ce symbole peut avoir une valeur légale ou purement informative.

## Utilisation
Aux États-Unis, le symbole D dans un cercle a été proposé dans le texte de loi H.R. 902, mais celui-ci n’a pas été adopté. Le symbole D dans un cercle est par la suite utilisé dans la loi USC 17 section 1306 concernant les modèles de bateau déposé.
Au Canada, le symbole peut être utilisé sur un produit pour indiquer qu’un dessin est enregistrer et offre une protection légale, selon la loi sur les dessins industriels (L.R.C. (1985), ch. I-9).

## Représentation informatique
Contrairement aux symbole de marque déposée ®, symbole de droit d’auteur ©, symbole de l’enregistrement sonore symbole de droit d'auteur ℗ ou d’autres symboles similaires, le symbole de dessin ou modèle enregistré n’a pas de caractère qui lui est propre. Le caractère Ⓓ U+24B9 peut cependant être utilisé à cet effet.